# フィンガー・ポッピン
『フィンガー・ポッピン』（原題：Finger Poppin' with the Horace Silver Quintet）は、アメリカ合衆国のジャズ・ピアニスト、ホレス・シルヴァーが1959年に録音・発表したスタジオ・アルバム。

## 解説
当時シルヴァーのクインテットは大幅なメンバー・チェンジがあり、1958年6月15日に行われたシングル「セニョール・ブルース（ヴォーカル・ヴァージョン）/ティッピン」のセッションには、新メンバーのジュニア・クックとジーン・テイラーが参加した。シルヴァーによれば、クックの前任のクリフォード・ジョーダンが家族の病気を理由にカリフォルニア州へ帰ったため、当初はクックを1週間ほどの臨時メンバーとして雇ったが、最終的にはクインテットの正式メンバーとして迎えたという。また、本作よりシルヴァーのクインテットに加入したブルー・ミッチェルは、1952年11月19日、ルー・ドナルドソンのリーダー・セッション（後にアルバム『ルー・ドナルドソン・カルテット・クインテット・セクステット』に収録）で、シルヴァーと共にサイドマンを務めたことがあり、本作リリース当時はリバーサイド・レコードと契約していた。
スティーヴ・ヒューイはオールミュージックにおいて満点の5点を付け「ホレス・シルヴァー・クインテットとしては最も高く評価された、トランペット奏者のブルー・ミッチェル、テナー・サクソフォーン奏者のジュニア・クック、ベーシストのジーン・テイラー、それに（当時の）ドラマーのルイス・ヘイズによる編成による初のアルバム」「小編成のグループによるハード・バップの、あらゆる可能性を突き詰めており、当時のブルーノートが、いかに中毒性の高いメインストリーム・サウンドを作り出していたかを示す好例」と評している。

## 収録曲
全曲ともホレス・シルヴァー作。
1. フィンガー・ポッピン - "Finger Poppin'" - 4:50
2. ジューシー・ルーシー - "Juicy Lucy" - 5:47
3. スインギン・ザ・サンバ - "Swingin' the Samba" - 5:19
4. スイート・スタッフ - "Sweet Stuff" - 5:34
5. クッキン・アット・ザ・コンチネンタル - "Cookin' at the Continental" - 4:54
6. カム・オン・ホーム - "Come on Home" - 5:32
7. ユー・ハプンド・マイ・ウェイ - "You Happened My Way" - 5:29
8. メロー・D - "Mellow D" - 5:33

## 参加ミュージシャン
- ホレス・シルヴァー - ピアノ
- ブルー・ミッチェル - トランペット(#4を除く全曲)
- ジュニア・クック - テナー・サクソフォーン(#4を除く全曲)
- ジーン・テイラー - ベース
- ルイス・ヘイズ - ドラムス